# Інженер Графтіо
«Інженер Графтіо» (рос. «Инженер Графтио») — радянський художній фільм режисера  Геннадія Казанського, знятий на кіностудії  «Ленфільм» у 1979 році, розповідає про  Генріха Осиповича Графтіо — радянського інженера-енергетика, будівельника перших в СРСР гідроелектростанцій.

## Сюжет
Фільм розповідає про одного з піонерів радянської гідроенергетики, гідроінженера, автора зухвалих, фантастичних проектів, учаснику складання плану ГОЕЛРО, академіка Генріха Осиповича Графтіо (1869—1949).

## У ролях
- Анатолій Папанов —  Генріх Осипович Графтіо
- Геннадій Єгоров —  комісар Нікітін
- Сергій Іванов —  Ульман, Едуард Рейнгольдович
- Антоніна Шуранова —  Антоніна Адамівна Графтіо
- Володимир Козел —  Кржижановський  (озвучував  О. Дем'яненко)
- Володимир Марков —  Смідович
- Юрій Каморний —  Аксентьєв
- Віталій Баганов —  Малахов
- Ігор Єфімов —  Кривошеїн
- Віктор Чекмарьов —  Захар'їн
- Валерій Ольшанський —  Комаров
- Олексій Кожевников —  Бобров
- Олександр Суснін —  Феофанов
- Олена Павловська —  Варя

## Знімальна група
- Автор сценарію:  Олександр Галін
- Режисер-постановник:  Геннадій Казанський
- Оператор-постановник:  Семен Іванов
- Художник-постановник:  Семен Малкін
- Композитор:  Надія Симонян